# Granulados
Granulados (ou confeitos) são pequenos pedaços da confeitagem muitas vezes usados como decoração colorida ou utilizados para adicionar textura a sobremesas, como por exemplo, em brownies, cupcakes, donuts ou sorvetes. Esses doces minúsculos são produzidos em diversas cores e geralmente são utilizados como cobertura ou elemento decorativo. O dicionário brasileiro Michaelis define-os como "pequenos glóbulos de massa de açúcar, coloridos ou prateados, para enfeitar bolos."

## Nomes
No Reino Unido e em outros países da comunidade anglófona, os granulados são referidos por diferentes termos. Por exemplo, hundreds and thousands é a denotação mais popular usada na Grã-Bretanha, Austrália e Nova Zelândia para se referir aos nonpareils, um tipo de granulado. Outra variante do termo no Reino Unido é vermicelli (aletria), especialmente quando se trata de granulado de chocolate. Este nome pode ter sido emprestado do árabe egípcio falado como faːrmasil.
Jimmies é o termo mais popular para chocolate granulado nas regiões da Filadélfia, Boston e Nova Inglaterra. A origem do nome Jimmy é incerta, mas foi documentada pela primeira vez em 1930, como uma cobertura de bolo. A Just Born Candy Company de Belém, Pensilvânia, afirma ter inventado os jimmies, nomeando-os em homenagem a um de seus funcionários.

Outra afirmação improvável sobre o nome Jimmies originou-se com o Dr. Sidney Farber e com o Edward Brigham. Farber foi o cofundador do Dana-Farber Cancer Institute em Boston, bem como de uma instituição de caridade, The Jimmy Fund. Ele deu o nome em homenagem a uma de suas crianças pacientes. Brigham abriu uma sorveteria chamada Brigham's e cobrava um centavo extra por chocolate granulado em uma casquinha, o que beneficiou a Jimmy Fund. A arrecadação, porém, iniciou-se em 1948, bem depois da primeira referência histórica.
Em Connecticut e em outros lugares dos EUA,  shots é um termo específico para granulado, conforme indicado pela inclusão do significado no dicionário estadunidense Merriam-Webster oficial.

## História
Os confeitos datam pelo menos do final do século XVIII, ou até antes. Eles eram usados como decoração para pièces montées e sobremesas.
O granulado holandês, chamado de hagelslag, foi inventado em 1913 por Erven H. de Jong natural da cidade de Wormerveer. Venz, uma outra empresa holandesa, tornou o hagelslag popular. Hagelslag é usado em pães e também em outros alimentos feitos com pão. Na maioria das vezes, utiliza-se manteiga para evitar que a hagelslag caísse. Depois de muita pesquisa e empreendimento, Gerard de Vries e Venz criaram a primeira máquina, para produzir pequenas guloseimas cilíndricas. Eles foram nomeados hagelslag devido à sua semelhança com um fenômeno climático notável na Holanda: o granizo. Esta referência também é utilizada para a palavra finlandesa para granulado, "Koristerakeet", que significa literalmente "granizo decorativo". Somente os hagelslag com porcentagens de cacau superior a 32% podem levar o nome chocoladehagelslag (chocolate granulado). Se for inferior a 32%, devem ser referidos como cacaofantasie ou cacaofantasie hagelslag (cacau granulado fantasia).
A empresa americana de doces Just Born cita seu fundador, Sam Born, como o inventor dos granulados de "chocolate" chamados "jimmies" no Brooklyn, Nova York. No entanto, anúncios de chocolate granulado como doce existem nos Estados Unidos desde em 1921, dois anos antes de Just Born.
O sanding sugar, que é um produto relacionado, esteve disponível comercialmente em uma pequena variedade de cores há décadas. Agora ele existe em uma grande variedade,incluindo em "glitter" preto e metálico.

## Tipos

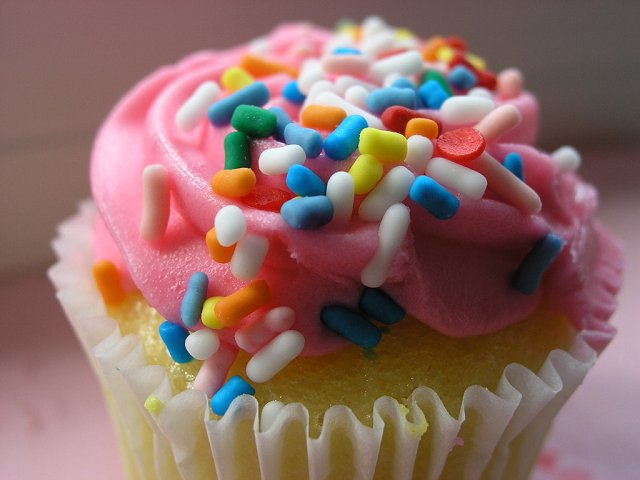
Um cupcake rosa com granulado colorido

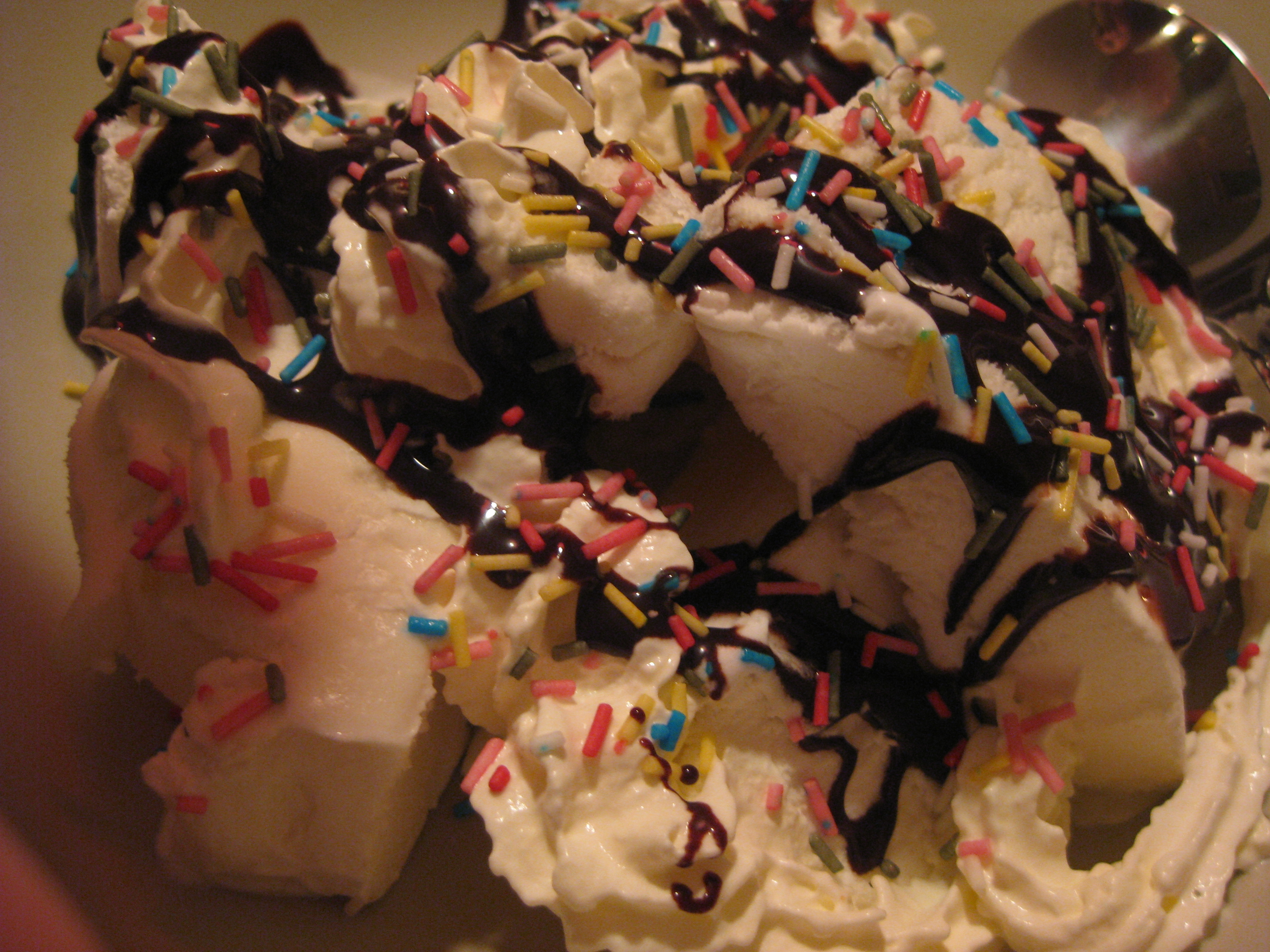
Granulado colorido, calda de chocolate e chantilly em cima do sorvete.

A terminologia popular usada para este tipo de confeitagem tende a ser mais genérica, enquanto os fabricantes são mais precisos em sua rotulagem. O que os consumidores costumam chamar de “granulados” abrange vários tipos de decorações diferentes de doces que são espalhados aleatoriamente sobre uma superfície, ao contrário de decorações colocadas em locais específicos. Nonpareils, confetes, dragées prateadas e douradas - não devem ser confundidos com açúcar pérola (que também é polvilhado em produtos assados) - e hundreds-and-thousands são usados dessa forma, junto com um produto mais recente chamado "sugar shapes" (literalmente forminhas de açúcar em português). Estes últimos vêm em uma variedade de formatos, muitas vezes aromatizados, para feriados ou certos tipos de temáticas diferentes, como bruxas e abóboras de Halloween, ou flores e dinossauros. Os formatos de bengalas de doces podem ter gosto de hortelã-pimenta, e os bonecos de gengibre, de biscoitos de gengibre .
O sanding sugar é um açúcar cristal transparente de tamanho maior do que o açúcar branco refinado de uso geral. O açúcar cristalizado tende a ser transparente e com cristais muito maiores do que o açúcar de lixa. O açúcar perolado tem um formato de esfera feito de açúcar branco relativamente grande e opaco. Os açúcares cristalizados e perolados são normalmente usados para polvilhar pães doces, doces e biscoitos em muitos países.
Alguns fabricantes estadounidenses consideram os granulados opacos alongados como os granulados oficiais. Em inglês britânico, estes são sugar strands ou hundreds-and-thousands (este último termo alude à sua suposta incontável). No Nordeste dos Estados Unidos, os granulados são frequentemente chamados de jimmies. Os “Jimmies”, nesse sentido, costumam ser considerados para cobertura de sorvete, enquanto os granulados são para decoração de produtos assados, mas o termo pode ser usado para ambos.
Os granulados, conhecidos como nonpareils em francês, são minúsculas esferas opacas que eram tradicionalmente brancas, mas que agora vêm em diversas cores. O tipo polvilhado de dragée é como um grande nonpareil com um revestimento metálico de prata, ouro, cobre ou bronze. Atualmente, o dragée alimentar também é feita em um formato que lembra pérolas.
Coberturas com consistência mais semelhante a outro tipo de doce, mesmo que usadas de forma semelhante aos granulados, geralmente são conhecidas por uma variação do nome desse doce - por exemplo, gotas de chocolate ou pralinê.

## Usos

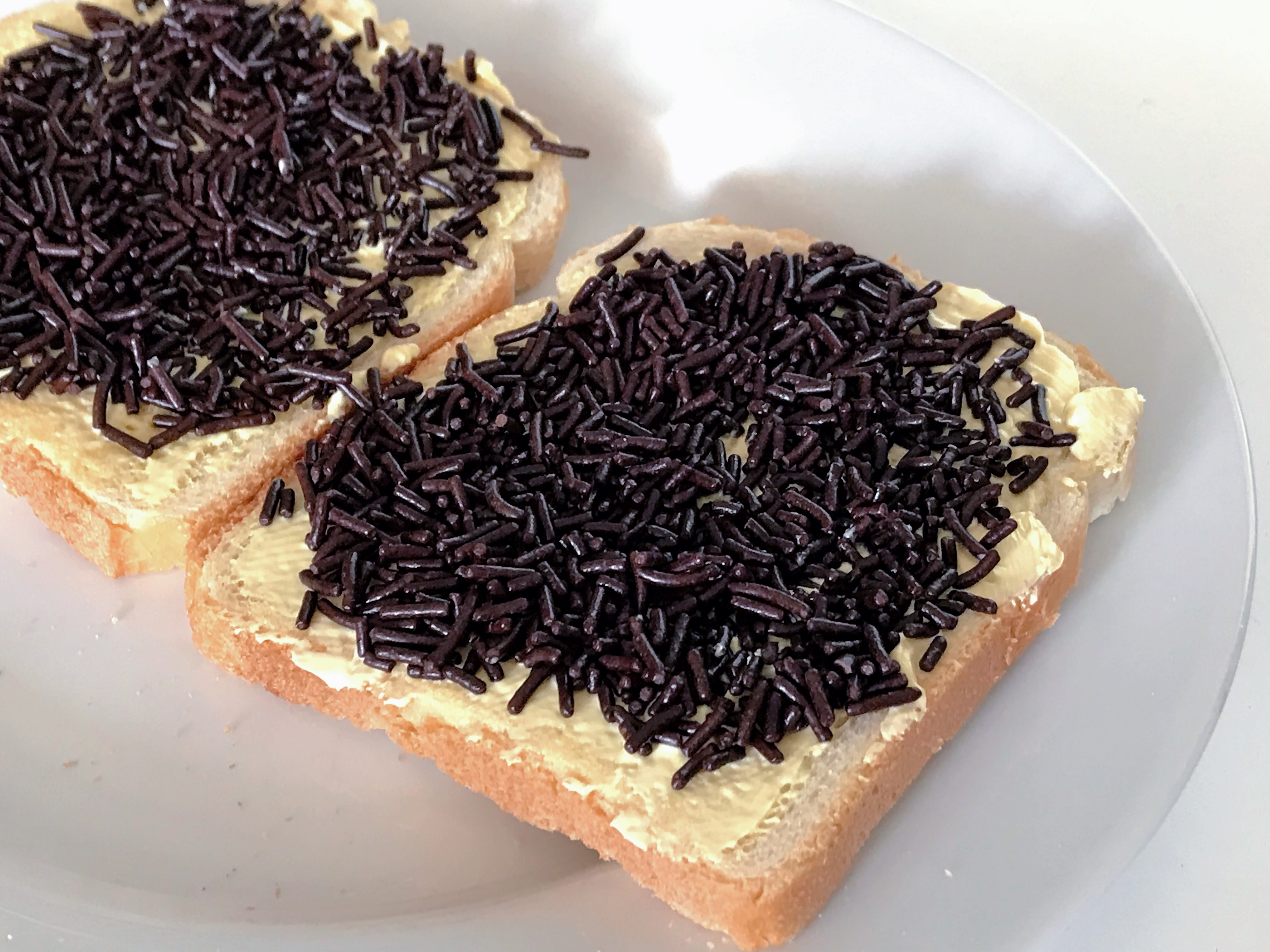
Na Holanda, chocolate preto granulado (chamado chocoladehagelslag) é comumente usado como cobertura de sanduíches.

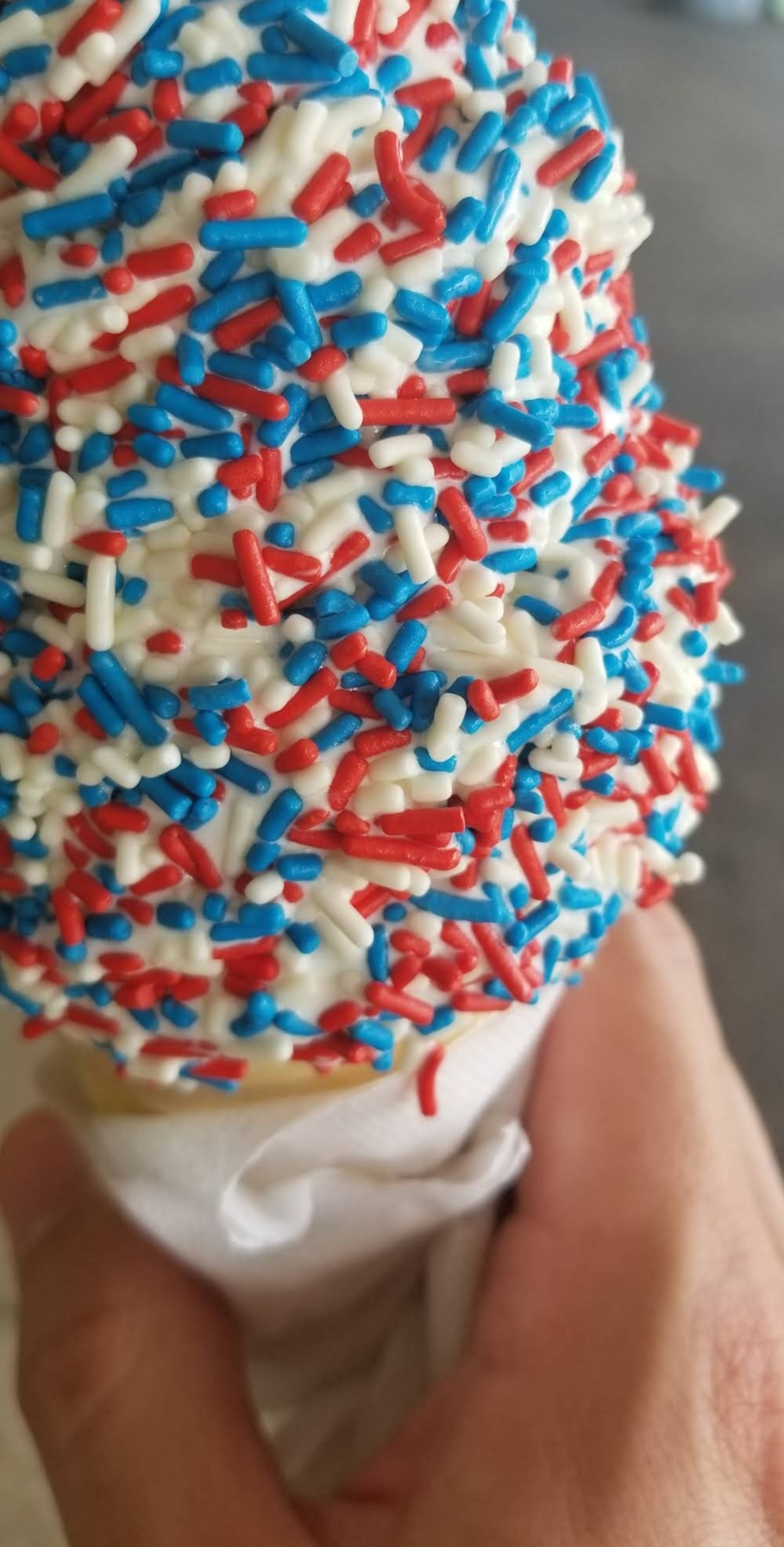
Granulado vermelho, branco e azul em uma casquinha de sorvete

Os granulados geralmente requerem glacê, sorvete ou algum outro tipo de material pegajoso para aderir à superfície desejada do alimento. Eles podem ser mais comumente encontrados em doces menores, como cupcakes ou biscoitos açucarados, já que geralmente têm mais cobertura e possuem um diâmetro menor do que os bolos.
Nos Países Baixos, o chocoladehagelslag (chocolate granulado) é usado como cobertura de sanduíche (semelhante a muisjes e vlokken ); isso também é comum na Bélgica e nas ex-colônias dos Países Baixos, Suriname e Indonésia. Esses países também usam vruchtenhagel e anijshagel (feitos de açúcar, com sabores de fruta/anis, respectivamente) em sanduíches (principalmente no café da manhã). Na Indonésia, é comumente conhecido como meses ou meises, provavelmente derivado do holandês muisjes, que são muito semelhantes. Na Bélgica é frequentemente chamado de muizenstrontjes (literalmente excrementos de rato), devido à sua semelhança.
Faire bread é o nome dado às guloseimas granuladas feitas para crianças ou aos confeitos colocados em um pão branco com manteiga. O faire bread  é comumente servido em festas infantis na Austrália e na Nova Zelândia.
Uma sobremesa chamada de confetti cake (bolo de confete) tem granulados misturados à massa, onde se dissolvem lentamente e formam pequenas manchas coloridas, dando a aparência de confete. Os Confetti cake são populares em festas de aniversário infantis nos Estados Unidos. A Pillsbury Company vende sua própria variação conhecida como bolo "Funfetti", incorporando uma substância granulada na mistura.